# Рахья
Ра́хья́ (фин. Torhvo) — посёлок городского типа во Всеволожском районе Ленинградской области России. Административный центр Рахьи́нского городского поселения.

## Название
В октябре 1923 года посёлок Торфяное и железнодорожная станция Торфяное, при которой он был построен, были переименованы в честь деятеля российского и финляндского революционного движения, питерского рабочего, участника Октябрьской революции Юкка (Ивана) Рахья
11 января 1945 года, по ходатайству управления торфопредприятия «Ириновское» треста «Ленторф», Всеволожский райисполком принял протокол «О переименовании населённого пункта Рахья Вагановского сельсовета в рабочий посёлок Ириновское» и обратился в исполком Леноблсовета с просьбой ходатайствовать перед Президиумом Верховного Совета СССР о переименовании посёлка Рахья в рабочий посёлок Ириновское. Президиум Верховного Совета СССР ходатайство отклонил.
В настоящее время ойконим Рахья адаптирован в русском языке. По-русски название произносится с ударением на последний слог — Рахья́.

## История
Населённый пункт Торфя́ное был основан в 1892 году как посёлок для рабочих торфобрикетного завода, принадлежавшего барону Павлу Корфу. В конце XIX века, в связи с увеличивающимися потребностями в топливе, барон Корф приобрёл земли в районе деревни Ириновка и создал в непосредственной близости от Санкт-Петербурга производственную топливную базу — фабрику для производства торфяных брикетов. Следом началось строительство жилых домов для работников завода и их семей, для доставки топлива в город была проложена узкоколейная железная дорога.

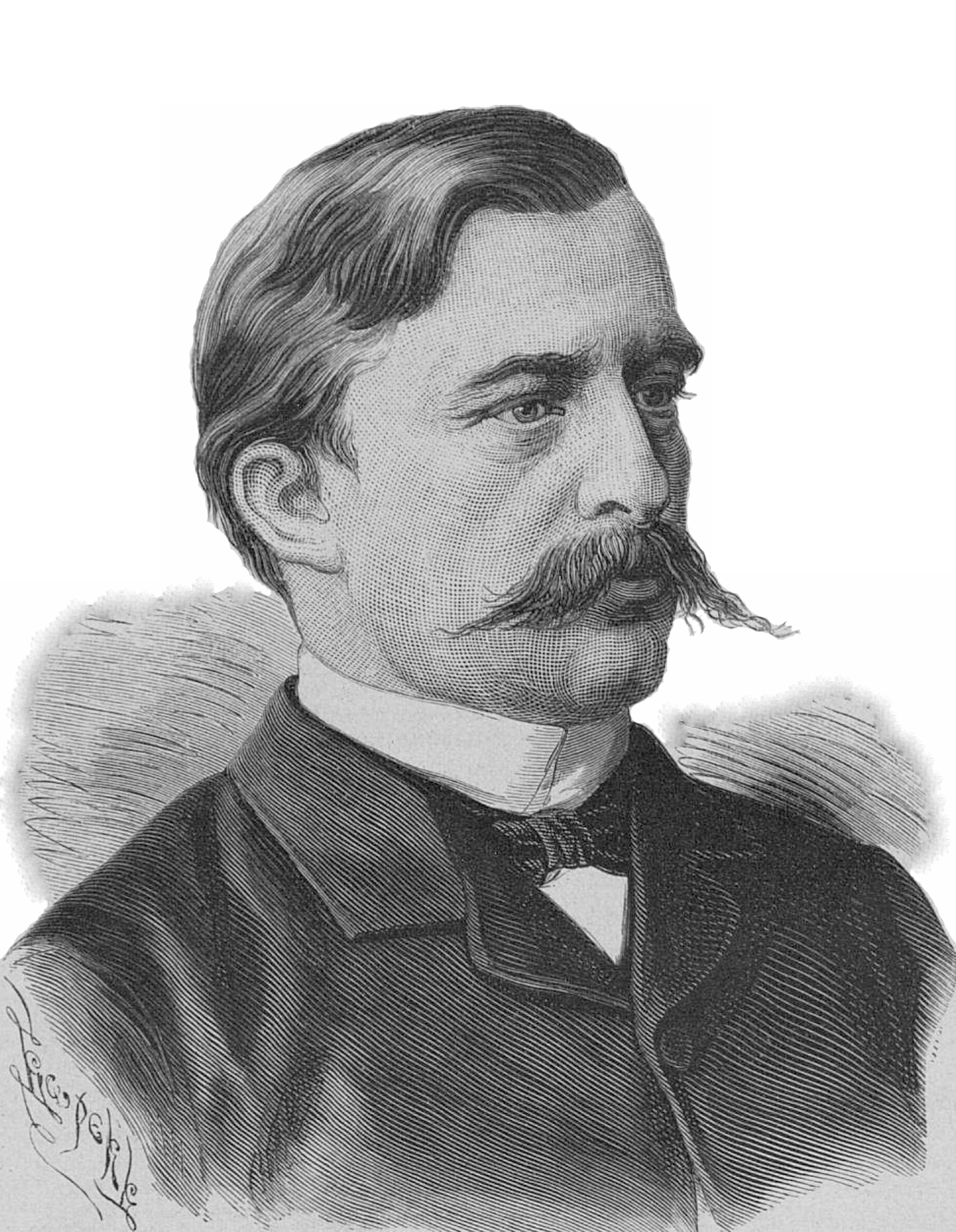
Павел Леопольдович Корф. 1878 год

ТОРФЯНАЯ — станция Ириновской жел. дороги 1 двор, 3 м п., 3 ж. п., всего 6 чел.

ТОРФЯНО-БРИКЕТНЫЙ ЗАВОД Ириновского промышленного общества — при платформе Ириновской жел. дороги под названием «Торфяная», 1 завод, 3 м п., 4 ж. п., всего 7 чел. (1896 год)

В конце XIX — начале XX века административно относился к Рябовской волости 2-го стана Шлиссельбургского уезда Санкт-Петербургской губернии.

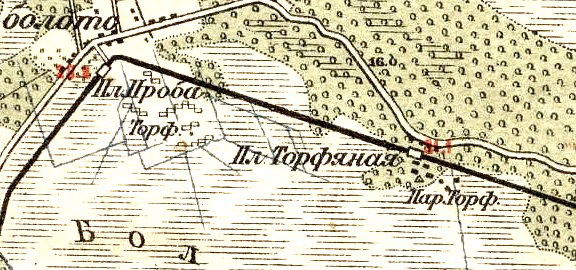
Платформа Торфяная и при ней паровой торфо-брикетный завод. 1909 год

В 1905 году на торфяно-брикетном заводе «Ириновско-Шлиссельбургского промышленного общества» трудилось 50 человек. Предприятие успешно работало до 1911 года, после чего было законсервировано в связи с повышением цен на торфяные брикеты.
В октябре 1923 года посёлок был переименован в Рахья в честь финского революционера Юкки Абрамовича Рахья.

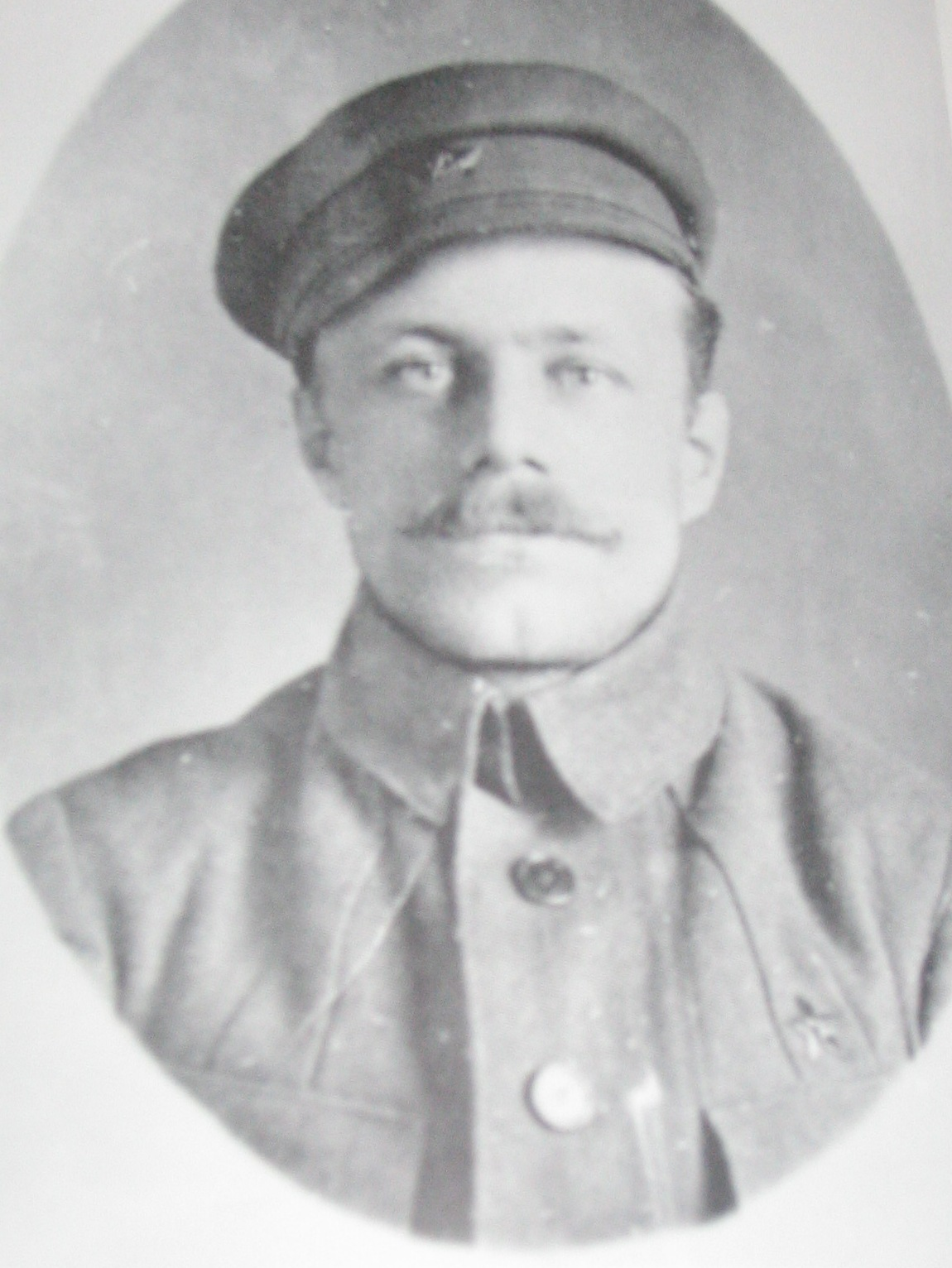
Юкка Абрамович Рахья. 1918 год

«ГЛАДКОЕ» — торфоразработки Ириновского сельсовета, 80 хозяйств, 241 душа.

Из них: русских — 75 хозяйств, 223 души; финнов-ингерманландцев — 2 хозяйства, 8 душ; немцев — 1 хозяйство, 3 души; поляков — 1 хозяйство, 4 души; литовцев — 1 хозяйство, 3 души.

РАХЬЯ — железнодорожная станция, 3 хозяйства, 9 душ.

Из них: русских — 2 хозяйства, 5 душ; украинцев — 1 хозяйство, 4 души. (1926 год)

В 1927 году посёлок Рахья входил в состав Ириновского сельсовета Ленинского района Ленинградской области, тогда же поблизости были построены 16 посёлков для рабочих торфопредприятия, в ноябре 1928 года вошёл в состав Вагановского сельского совета, а в июле 1930 года — в состав Ленинградского Пригородного района Ленинградской области, с августа 1936 года по настоящее время — в составе Всеволожского района Ленинградской области.

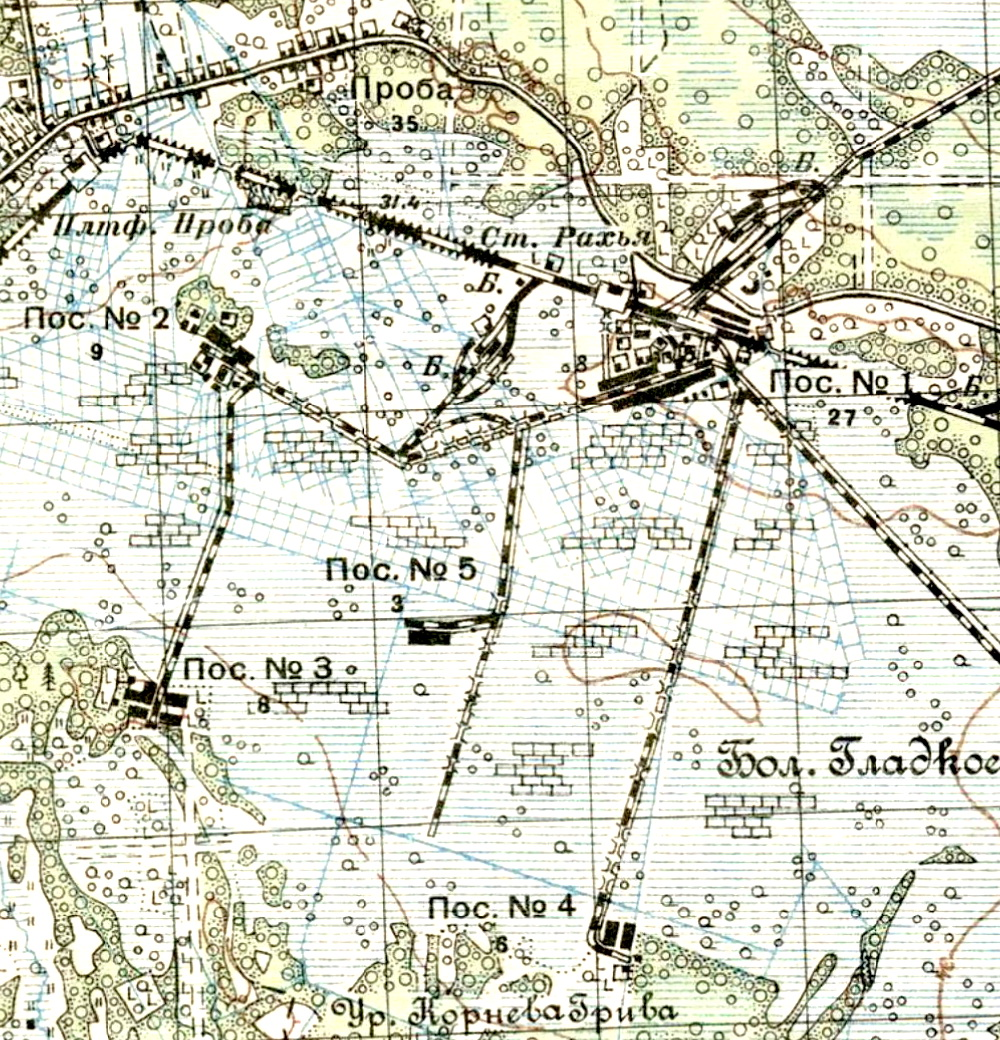
Посёлок Рахья и «номерные» посёлки торфоразработчиков. 1931 год

В 1939 году население посёлка составляло 240 человек.
В 1940 году посёлок насчитывал 65 дворов.
Торфоразработка «Ириновская» охватывала болота Борисово (посёлки № 11, 12, 13, 14, 15) и Гладкое (посёлки № 2, 3, 4, 5), в 1930 году на ней работало 3026 рабочих, в 1934 году — 2382 человека. Посёлок № 16 находился в болоте Поганом, а посёлки № 6 и 7 в Борисовой Гриве.
Большой вклад жители Рахьи внесли в годы Великой Отечественной войны. На «Ириновском» торфе работали II и V Ленинградские ТЭС, ряд предприятий блокадного Ленинграда. В 1941—1943 годах через посёлок проходила Дорога жизни, по которой осуществлялось снабжение блокадного Ленинграда. Один из лётчиков, защищавших «Дорогу жизни» с воздуха, — Герой Советского Союза Алексей Севастьянов, совершивший ночной таран над Ленинградом, во время одного из боёв был сбит недалеко от посёлка Рахья. На месте его гибели в память о великом подвиге установлен обелиск, останки лётчика перенесены и захоронены на Чесменском кладбище.
В годы войны в посёлке располагалось управление головного полевого эвакуационного пункта № 91 с эвакоприёмником.
Указом Президиума Верховного Совета РСФСР от 7 октября 1945 года посёлок Рахья был отнесён к категории рабочих посёлков.
30 ноября 1961 года в посёлке родился А. А. Лыков — советский и российский артист театра и кино.
В 1969 году на торфопредприятии «Ириновское» был открыт цех по производству часовых пружин для заводов Севера и Центра России, добыча торфа на нём была прекращена в конце 1980-х годов.
С 1998 года близ Рахьи, на озере Каменка, проводится Международный фестиваль фронтовой песни «22 июня ровно в 4 часа…» (одним из инициаторов фестиваля является Э. Н. Успенский).
Муниципальное образование «Рахьинское городское поселение» было образовано 1 января 2006 года и включило в себя территорию бывшей Вагановской волости, а также территорию посёлка городского типа Рахья.

## География
Посёлок расположен в восточной части района на автодороге 41К-064 «Дорога жизни» (Санкт-Петербург — Морье), в низине между Угловской и Ириновской возвышенностями на суходоле торфяного массива.
Расстояние до районного центра — 18 км.
Железнодорожная платформа на линии Санкт-Петербург — Ладожское Озеро. Площадь посёлка — 220 га.

## Демография
| 1939  | 1949  | 1959  | 1970  | 1979  | 1989  | 1990  |
| ----- | ----- | ----- | ----- | ----- | ----- | ----- |
| 240   | ↗1894 | ↗2827 | ↗3086 | ↗3344 | ↘3316 | ↘3300 |
| 1997  | 2002  | 2006  | 2009  | 2010  | 2012  | 2013  |
| ↘3100 | ↗3156 | ↘3000 | ↘2998 | ↗3188 | ↗3270 | ↗3327 |
| 2014  | 2015  | 2016  | 2017  | 2018  | 2019  | 2020  |
| ↗3389 | ↗3411 | ↗3465 | ↘3459 | ↘3416 | ↗3482 | ↗3511 |
| 2021  | 2023  | 2024  | 2025  |       |       |       |
| ↗3910 | ↘3862 | ↘3773 | ↗3797 |       |       |       |

Национальный состав
Согласно данным Всероссийской переписи населения 2021 года в посёлке проживали 3910 человек, из них:
 русские — 3093, украинцы — 19, армяне — 6, белорусы — 6, татары — 5, башкиры — 1, грузины — 1, карелы — 1, корейцы — 1, коряки — 1, немцы — 1, таджики — 1, узбеки — 1, другие национальности — 31 человек, остальные национальность не указали.

## Экономика
В посёлке работают мелкие деревообрабатывающие производства, предприятие по выпуску лаков и красок, мясной цех.
Ранее функционировавшие завод по переработке торфа и трубопрокатное производство прекратили своё существование после перестройки.

## Транспорт
Со Всеволожском посёлок связывает муниципальный автобусный маршрут № 602а, протяжённостью 19,9 км.
| Расписание автобуса № 602А | Расписание автобуса № 602А |
| -------------------------- | -------------------------- |
| от пл. Всеволожская:       | от Рахьи:                  |
| 07:00 09:30 13:30 19:00    | 07:40 10:10 14:10 19:40    |

## Фото

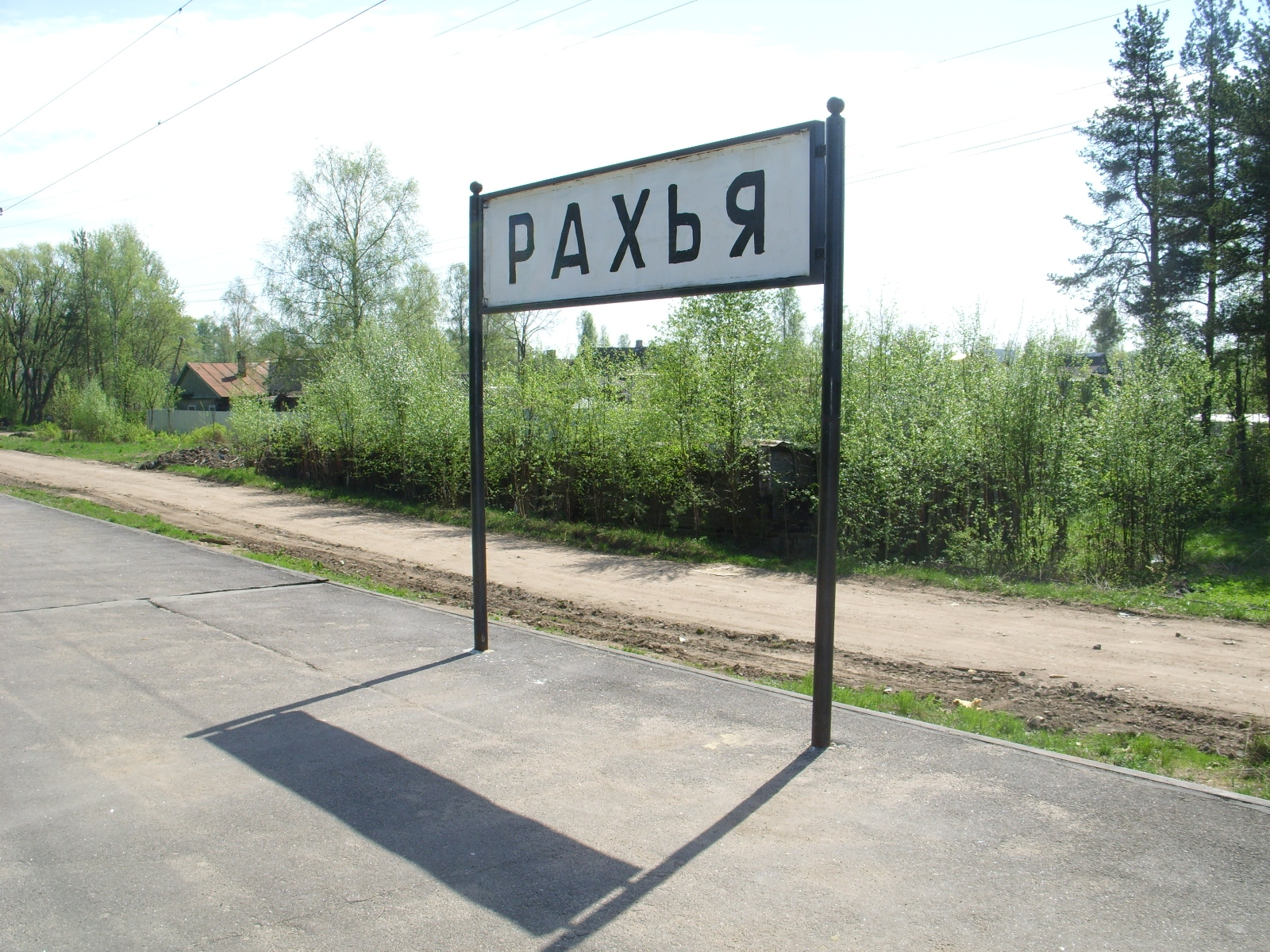
Железнодорожная платформа Рахья. 2010 год
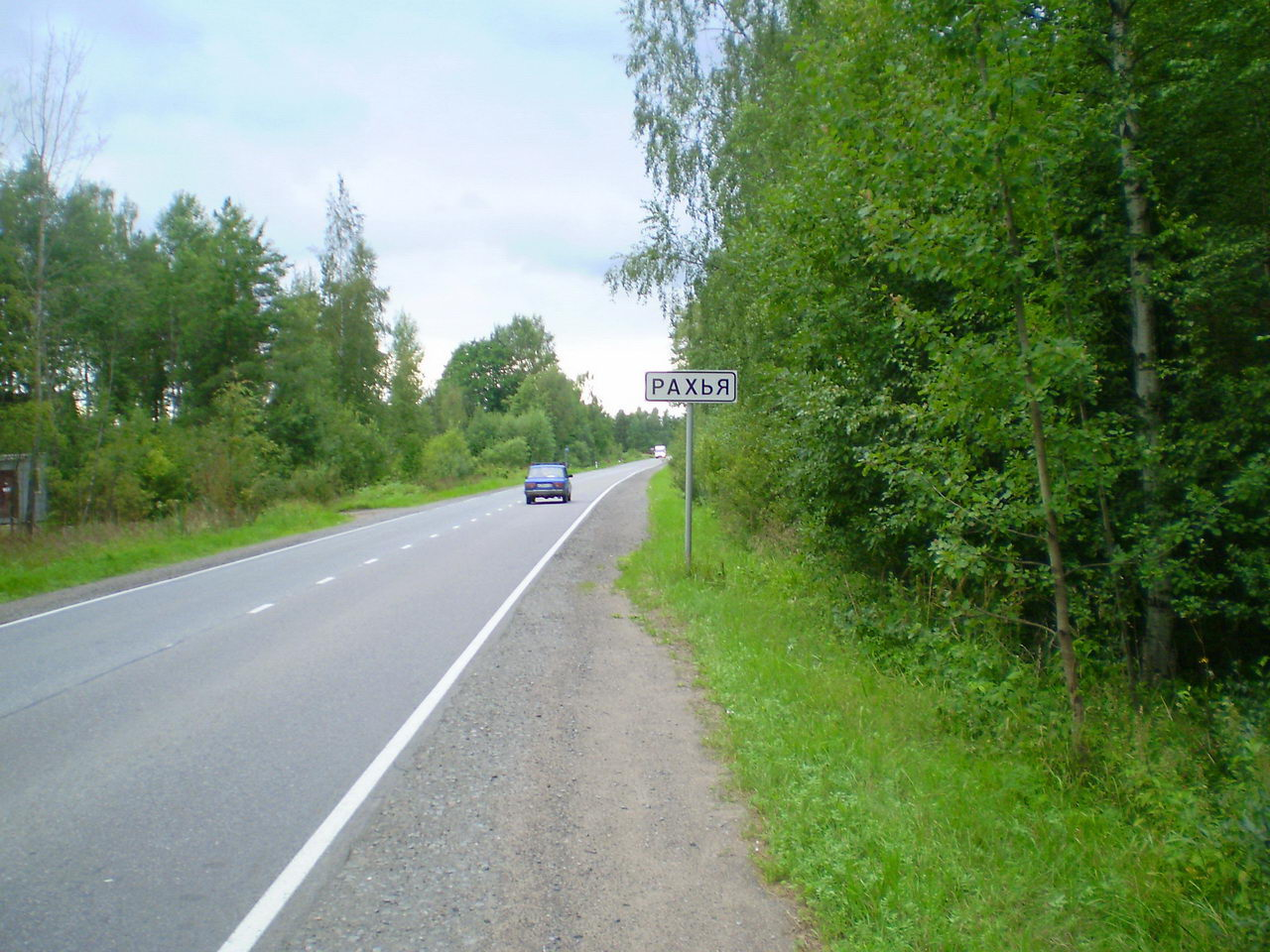
Указатель на Дороге жизни со стороны Ириновки. 2012 год
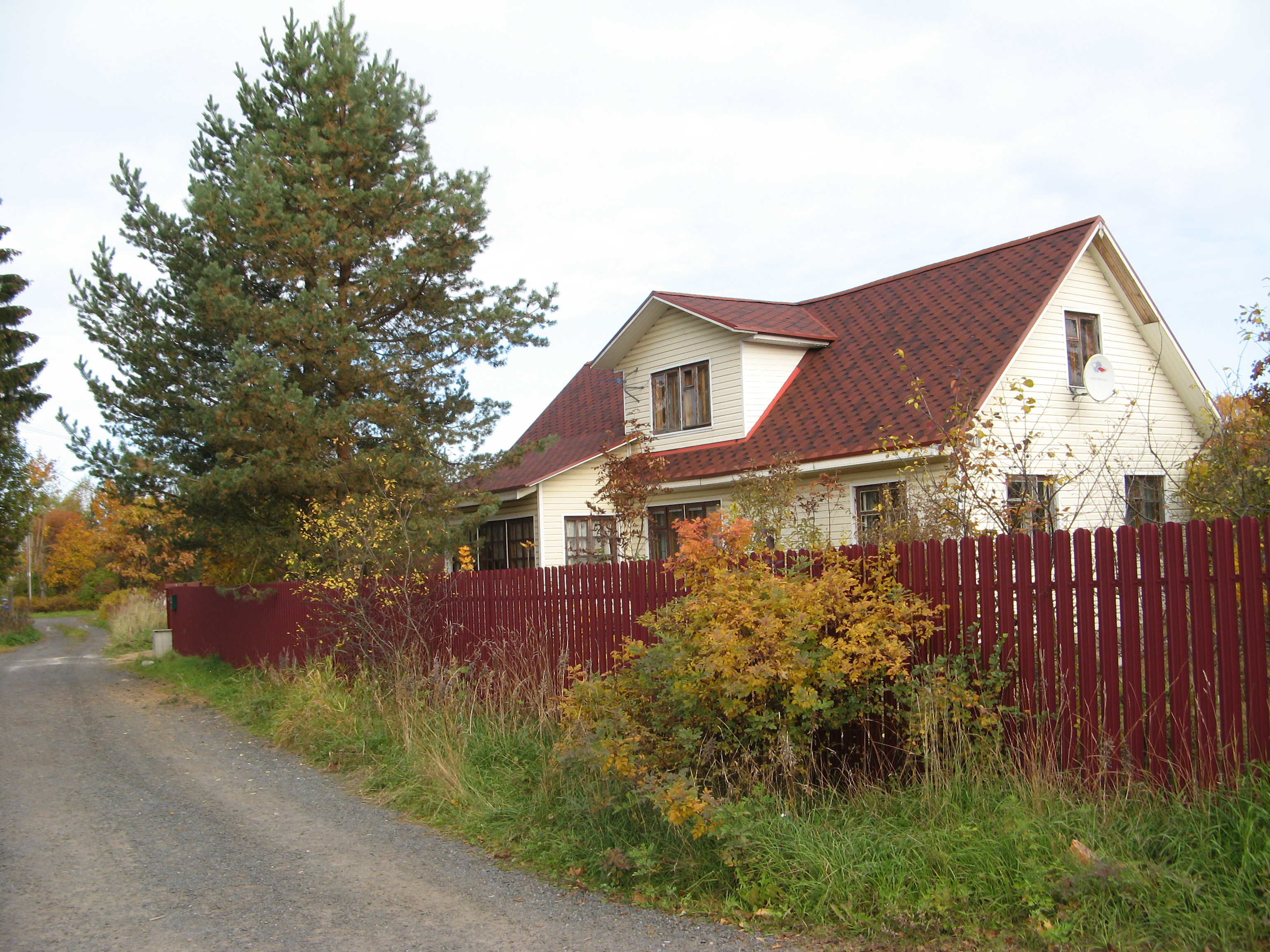
Жилой дом. 2021 год
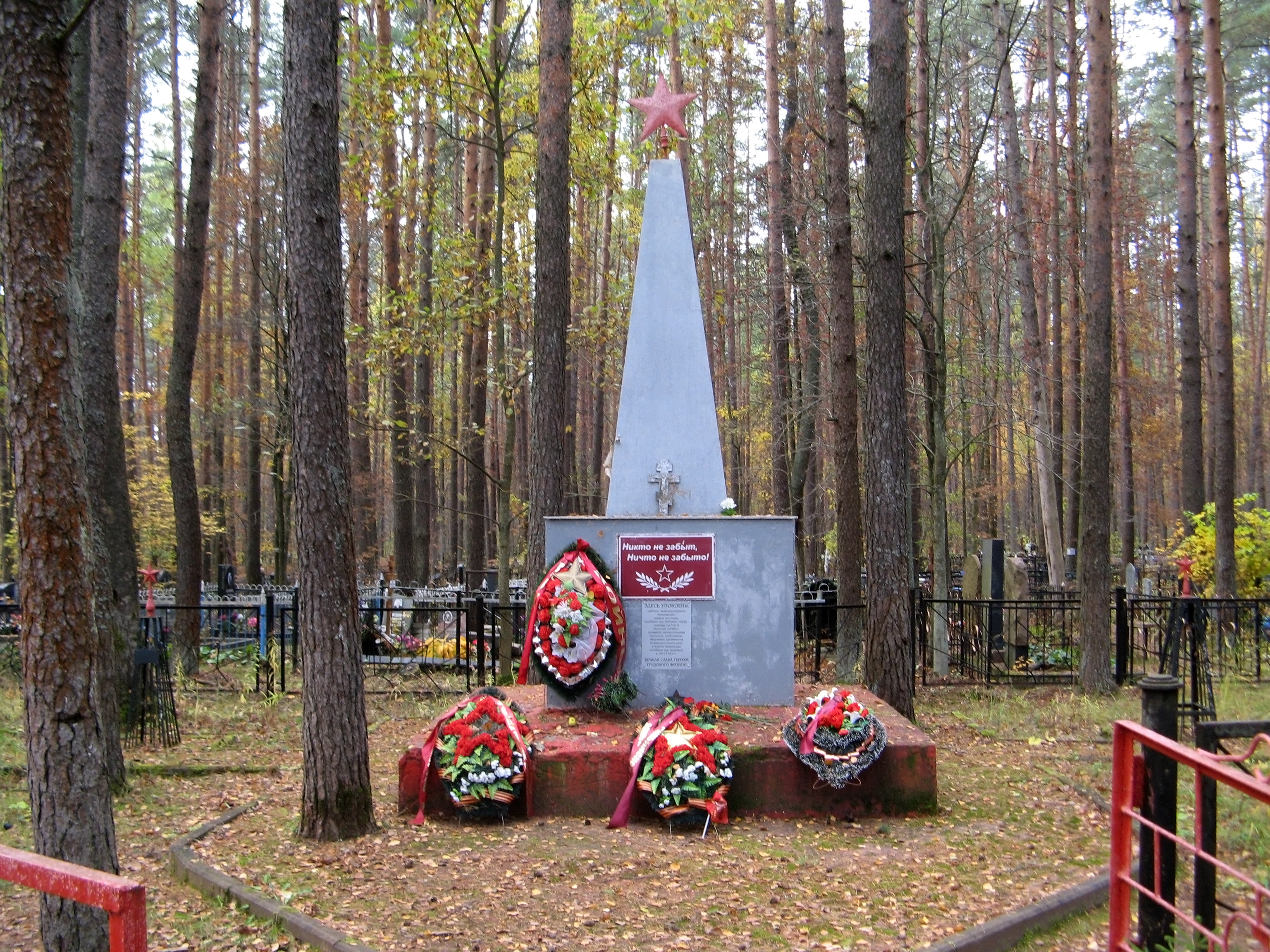
Братское захоронение ленинградцев и работников местного торфопредприятия, погибших в 1941—1944 гг.
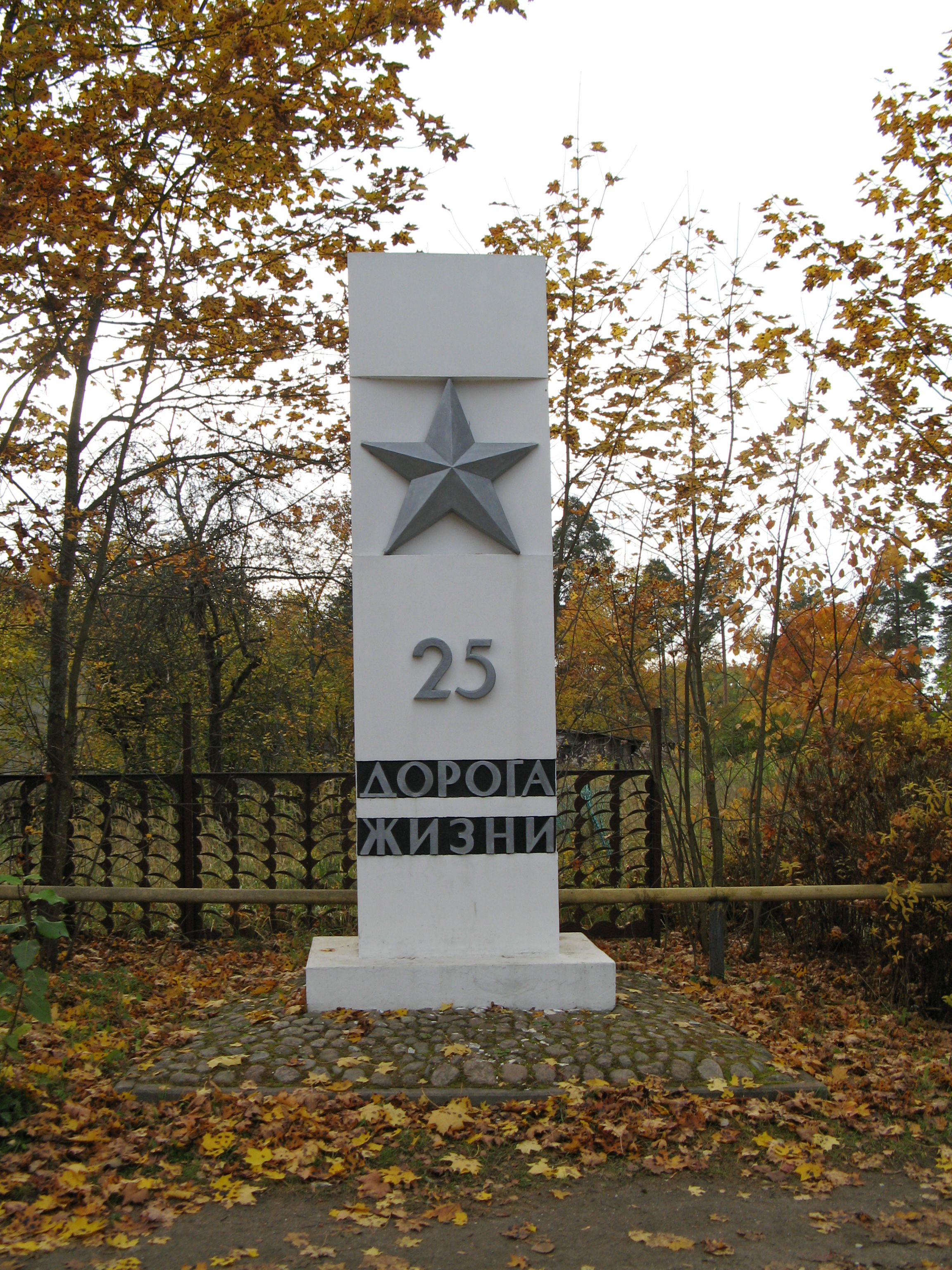
Памятный километровый столб на Дороге жизни. 2021 год

## Памятники
В посёлке расположены памятники истории: братская могила советских воинов, погибших в борьбе с фашистами; памятник погибшим землякам; мемориальный комплекс — место гибели Героя Советского Союза А. Т. Севастьянова.

## Спорт
В Рахье располагается старт дистанции 21 км 097 м, ежегодного международного зимнего марафона «Дорога жизни».

## Интересные факты
- При переименовании посёлка Торфяное в Рахья не было принято во внимание то, что сам И. А. Рахья подшучивал над собственной фамилией, обыгрывая её созвучие финскому слову «развалюха»:

Линия фронта отодвигалась в сторону Тампере: сам Рахья покинул город 24 марта. При этом он пообещал, что он «будет не Рахья, а старой развалиной (игра слов: rähjä — развалюха), если не приведет на помощь в город 15 тысяч человек».

- На севере Финляндии, рядом с городом Калайоки, местом рождения старшего из трёх братьев Рахья — Яакко Абрамовича, есть небольшая (500 жителей) портовая деревня Рахья[фин.].

## Улицы
1-я Луговая, 2-я Луговая, 3-я Луговая, Берёзовая, Боровая, Вишнёвая, Гладкинская, Дачная, Железнодорожная, Западная, Западный переулок, Зелёная, Зелёный переулок, имени Героя России Стовба В. С., Инженерная, Каштановая, Кленовая, Комсомола, Кузнецовой, Культуры, Ладожская, Лары Михеенко, Ленинградское шоссе, Лесная, Летняя, Луговая, Луговая 2-я, Молодёжная, Молодёжный переулок, Новая, Новая площадь, Озерновская, Октябрьское шоссе, Октябрьское шоссе, Ольховая, Парковая, Песочная, Пионерская, Пограничная, Радужная, Радужный переулок, Рябиновая, Садовая, Севастьянова, Соколовой, Солнечная, Сосновая, Спортивная, Станционная, Строителей, Торфяная, Школьная, Южная.